# Uhlwiller
Uhlwiller es una localidad y comuna francesa, situada en el departamento de Bajo Rin en la región de Alsacia.

## Demografía
| 593 | 613 | 610 | 648 | 636 | 623 |
| Para los censos de 1962 a 1999 la población legal corresponde a la población sin duplicidades (Fuente: INSEE [Consultar]) |     |     |     |     |     |

## Patrimonio
- museo del pan

## Personajes célebres
- André Grusenmeyer (1840-1905), mecánico e inventor.